# 4209 Briggs
A 4209 Briggs (ideiglenes jelöléssel 1986 TG4) a Naprendszer kisbolygóövében található aszteroida. Eleanor F. Helin fedezte fel 1986. október 4-én.